# Břehouš
Břehouš (Limosa) je rod velkých, dlouhozobých a dlouhonohých tažných slukovitých ptáků s kosmopolitním rozšířením.

## Popis a biologie
Mají tělo aerodynamického tvaru. Břehouši se podobají kolihám (Numenius), od kterých se odlišují hlavně rovným nebo mírně nahoru prohnutým zobákem, a slukovcům (Limnodromus), kteří však mají kratší nohy. Zimní šat břehoušů je poměrně fádní a nevýrazný, avšak tři druhy břehoušů mají výrazný, ryšavě zbarvený jarní šat. Samice jsou znatelně větší než samci.
Dlouhé zobáky břehoušům dobře slouží při hledání červů a měkkýšů v písčitých a bahnitých březích vodních toků. Rozmnožují se v létě v severních oblastech severní polokoule, v zimě migrují do teplejších oblastí. Břehouši mohou v jednom kuse uletět velmi dlouhé vzdálenosti. Byla zaznamenána samice břehouše rudého, která uletěla bez přestávky 11 680 km. V roce 2020 byl u samce téhož druhu naměřen migrační let dlouhý 12 200 km, což je vůbec nejdelší migrační let bez přestávky ze všech ptáků.
Ve Velké Británii byli břehouši kdysi považováni za pochoutku. Sir Thomas Browne kolem roku 1682 poznamenal, že břehouši „byli považováni za nejchutnější pokrm v Anglii“.

## Taxonomie
Rod Limosa vytvořil v roce 1760 francouzský zoolog Mathurin Jacques Brisson. Za typový druh rodu Brisson určil břehouše černoocasého (Limosa limosa). Jméno rodu Limosa pochází z latiny a znamená „zablácený“ (z latinského limus, „bláto“), což odkazuje k běžnému habitatu druhu.
Do rodu se řadí čtyři recentní druhy:
- Břehouš černoocasý, Limosa limosa
- Břehouš aljašský, Limosa haemastica
- Břehouš rudý, Limosa lapponica
- Břehouš velký, Limosa fedoa

## Galerie

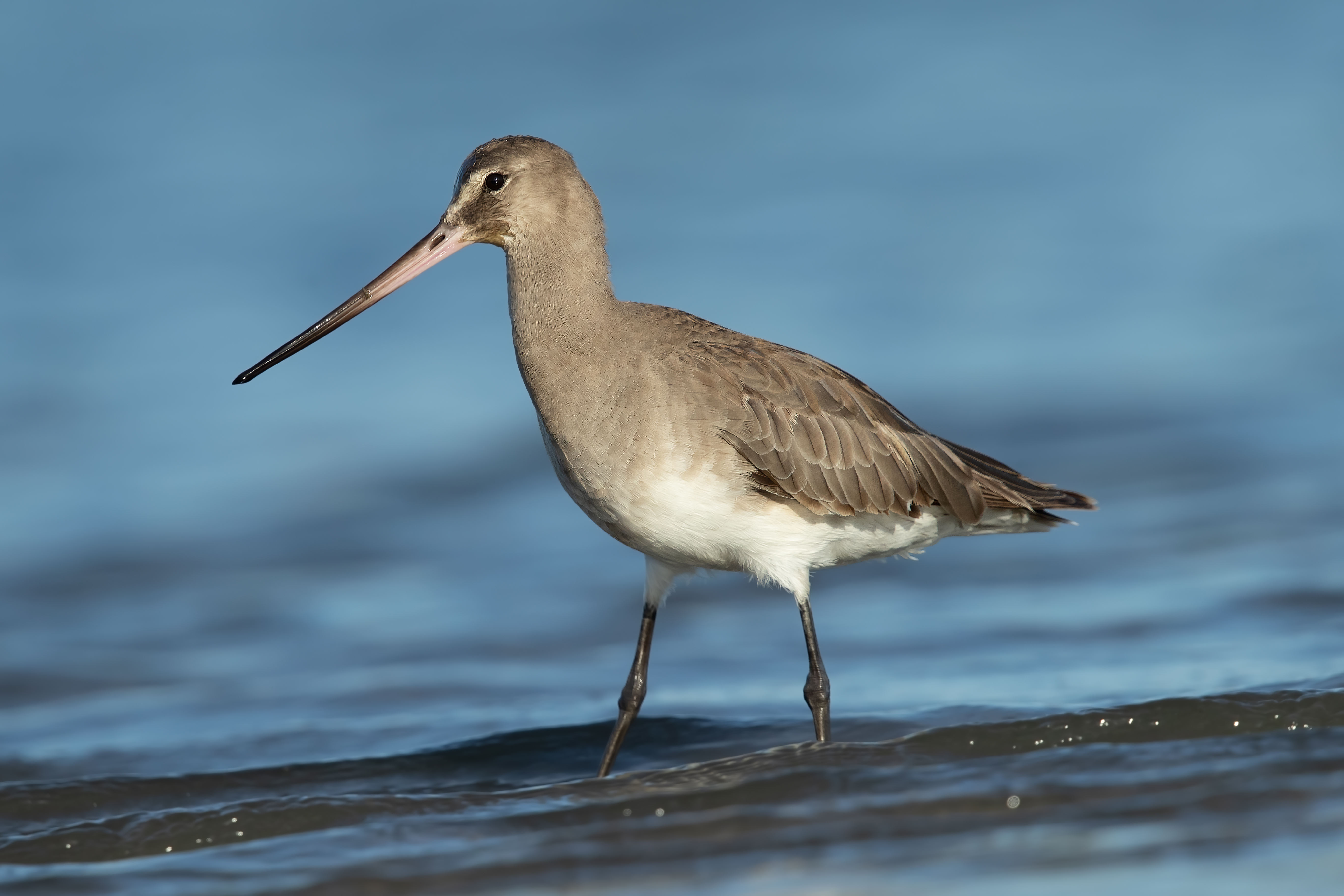
Břehouš aljašský
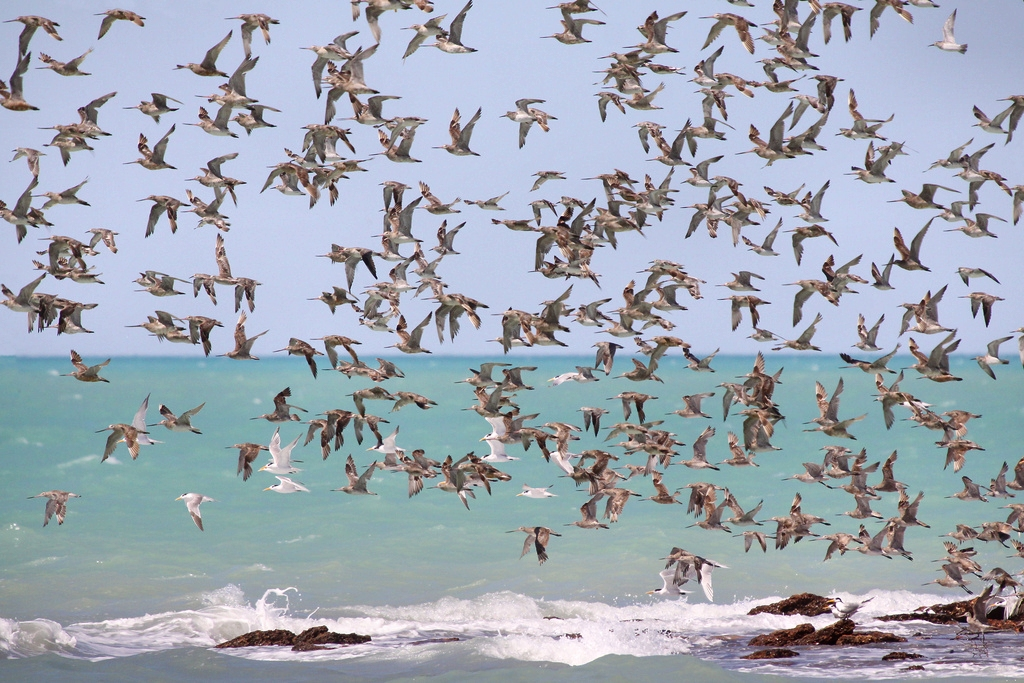
Hejno tažných dlouhokřídlých, převážně břehoušů rudých
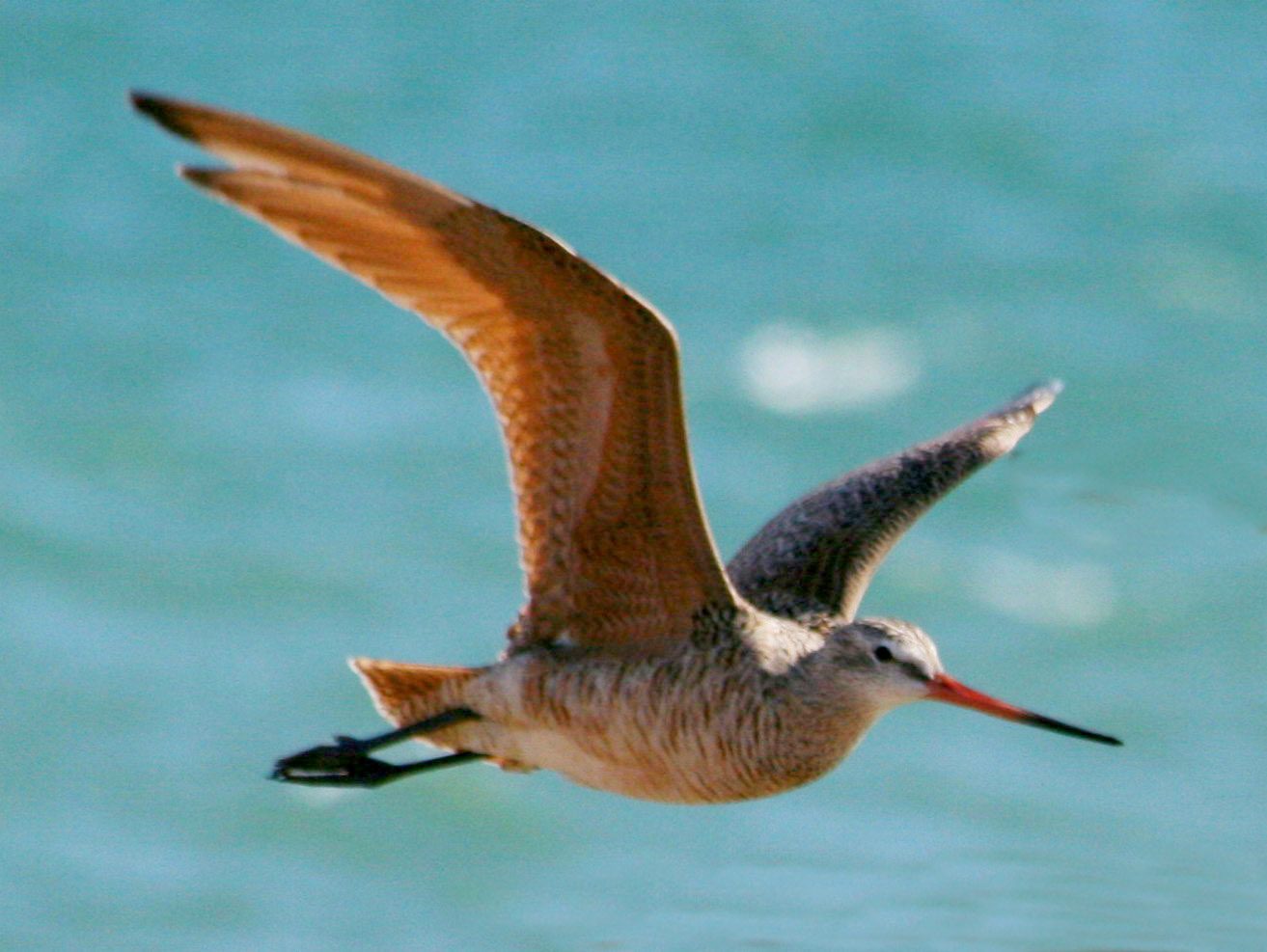
Břehouš velký v letu
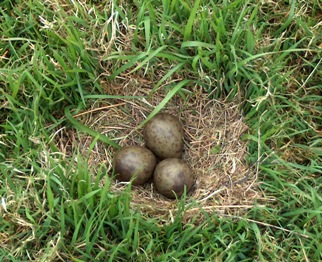
Hnízdo s vejci břehouše černoocasého